# Seul sur Mars (film)
Pour les articles homonymes, voir The Martian.
Pour plus de détails, voir Fiche technique et Distribution.
Seul sur Mars (The Martian) est un film de science-fiction américain réalisé par Ridley Scott et sorti en 2015.
Il s'agit de l'adaptation du roman du même titre de l'auteur américain Andy Weir (2014),. Le film reçoit des critiques globalement élogieuses dans la presse à sa sortie. C'est également un succès commercial avec plus de 630 millions de dollars récoltés au box-office, un record pour un film de Ridley Scott.
Le film évoque le fait que, dans un futur proche, les humains ont entrepris de coloniser la planète Mars. À la suite d'une tempête de poussière intense, les astronautes présents sur la planète doivent l'évacuer. L'un d'eux, Mark, est dans l'incapacité de partir, et ses collègues le laissent pour mort. Mark se réveille le lendemain : il est seul sur Mars et doit se débrouiller pour survivre dans cet environnement hostile. Deux mois plus tard, des ingénieurs sur Terre découvrent qu'il est vivant. Diverses questions se posent : faut-il, et peut-on, lui venir en aide ? va-t-il survivre ou mourir à bref délai ?

## Synopsis
En 2035, l'équipage de la mission de la NASA Ares III est à l’œuvre sur le sol de Mars lorsque survient une tempête d'une intensité particulièrement élevée. La fusée qu'ils doivent utiliser pour repartir risque d'être déséquilibrée par le vent et détruite. L'équipage doit absolument quitter Mars avant que l'inclinaison de la fusée dépasse un seuil critique et les empêche de décoller. Alors que les astronautes se replient vers la fusée, l'un d'entre eux, Mark Watney, est frappé par une antenne. Il est happé par le vent et disparaît. Ses collègues le laissent pour mort, après quelques recherches du commandant Lewis. Placés sous la menace de la destruction de leur fusée, ils décident de décoller sans lui.
Le lendemain, Mark, qui n'est que blessé, se réveille et découvre qu'il est seul sur Mars. Il dispose de ressources en nourriture limitées qui ne peuvent pas lui permettre de survivre jusqu'à l'arrivée de la prochaine mission. Incapable de contacter la NASA du fait de la destruction des systèmes de communication durant la tempête, il doit survivre par ses seuls moyens. Botaniste de formation, il est doué pour bricoler. Sachant que la prochaine mission habitée sur Mars, Ares IV, arrivera dans quatre ans, il décide de cultiver des  pommes de terre à l'intérieur de l'habitat, un dôme conçu pour assurer la survie de six personnes pendant 30 jours. En effectuant des récoltes régulières et en replantant une partie de celles-ci, il compte ainsi prolonger suffisamment son stock de nourriture. Pour cultiver ses pommes de terre, il a besoin d'humus et d'eau. Il utilise le sol de Mars qu'il fertilise avec les excréments de l'équipage. Pour obtenir l'eau nécessaire, dont il dispose en quantité trop limitée, il récupère le carburant restant dans l'étage de l'atterrisseur ayant amené l'équipage au sol et le transforme par un procédé chimique dangereux. Pour la postérité, et pour maintenir son moral, il tient un journal de bord sous la forme de vidéos.
Deux mois plus tard, les ingénieurs de la NASA Vincent Kapoor et Mindy Park découvrent que Watney est toujours vivant en analysant des photos du site d’Ares III prises par des satellites orbitant autour de Mars. Le directeur de la NASA Teddy Sanders, lorsqu'il apprend que Watney est en vie mais qu'il y a peu de chances qu'il survive sur la planète rouge, leur ordonne de ne rien révéler aux autres membres de l'équipage d’Ares III, qui sont en route pour la Terre à bord du vaisseau spatial Hermes, pour éviter qu'une perte de moral n'affecte le déroulement de leur mission. De son côté, Watney, qui veut rétablir les communications avec la Terre, décide de mener une longue expédition à bord d'un rover pressurisé et amélioré pour atteindre le site de la sonde spatiale Mars Pathfinder, en panne depuis 1997. Il espère pouvoir réutiliser son émetteur-récepteur radio. Il réussit à la retrouver et à la ramener à l'habitat. Il parvient alors à la réactiver et à établir le contact avec la NASA. Watney et une équipe du JPL recourent au système d'orientation de la caméra de Pathfinder, seule pièce mobile de la sonde, pour échanger des messages qui sont communiqués par la NASA en épelant des instructions en code ASCII.
Pendant que Watney poursuit la culture des pommes de terre, ce qui selon son université fait de lui le premier colon martien, le chef de mission Mitch Henderson et le directeur du JPL Bruce Ng décident d'envoyer une sonde spatiale vers Mars dans le but de ravitailler Watney pour qu'il survive jusqu'à l'arrivée des secours. Alors que la date de lancement approche, le directeur de la NASA informe l'équipage d’Ares III de la situation de Watney. Le JPL ne dispose que de quelques dizaines de jours pour préparer la sonde spatiale afin que celle-ci puisse parvenir à temps à Watney. Les ingénieurs sont obligés de faire l'impasse sur les tests. L'engin spatial est lancé à temps mais une défaillance durant la phase propulsée entraîne sa destruction. Sur Mars, la paroi de l'habitat subit une déchirure déclenchant une décompression brutale qui manque de tuer Watney. Le petit champ de pommes de terre est exposé au vide, ce qui stérilise définitivement le sol utilisé pour sa culture. Désormais, Watney ne peut plus compter que sur les pommes de terre déjà récoltées, ce qui ne lui permettra pas de survivre jusqu'à l'arrivée du prochain équipage.
L'Administration spatiale nationale chinoise (CNSA) propose à la NASA d'utiliser une fusée, dont la conception et la construction n'avaient pas été dévoilées, capable d'emporter une charge utile jusqu'à la planète Mars. Le directeur de la NASA accepte l'offre. Entre-temps, Rich Purnell, spécialiste de l'astrodynamique, propose une autre solution qu'il a validée par simulation : demander à l'équipe de l’Hermes de charger des vivres durant son survol de la Terre avant de se diriger à nouveau vers Mars en profitant de l'assistance gravitationnelle de la planète Terre afin d'y parvenir avant que Watney arrive au bout de son stock de nourriture. Le directeur de la NASA rejette ce deuxième scénario parce qu'il mettrait en péril les six membres de la mission Ares III, au lieu d'un seul. L'équipe apprend l'existence de ce deuxième scénario, qui lui est communiqué de façon détournée par Mitch Henderson, et décide de l'appliquer, même si cette décision présente des risques très importants et rallonge leur séjour dans l'espace de 533 jours. Alors qu'il survole la Terre, le vaisseau Hermes parvient à organiser un rendez-vous avec le vaisseau chinois chargé de ravitaillement puis se dirige vers Mars.
Watney entreprend quelques mois plus tard un long voyage à bord d'un rover pressurisé et grandement modifié par lui-même, pour rejoindre l'endroit où a été prépositionnée la fusée de retour d’Ares IV, seule capable de lui faire quitter le sol martien. La fusée qu'il doit utiliser n'est pas assez puissante pour se placer sur une orbite permettant un rendez-vous avec l’Hermes, qui, du fait de sa trajectoire, ne fera que survoler Mars sans se placer en orbite. Suivant les instructions de la NASA, Watney démantèle une partie de la fusée pour l'alléger au maximum, ce qui doit lui permettre d'atteindre l'orbite nécessaire à l'arrimage. Alors que Watney s'est installé à bord de la fusée dans sa combinaison spatiale, Martinez, le pilote du vaisseau Hermes qui est en approche de Mars, déclenche le lancement et pilote sa trajectoire. Mais la vitesse relative des deux vaisseaux ainsi que leur distance au point de rendez-vous sont trop importantes. Les membres de l'équipage de l’Hermes décident de freiner leur vaisseau en expulsant une partie de l'atmosphère interne grâce à une explosion provoquée mais Watney reste toujours trop loin. Alors, il perce sa combinaison au bras et se sert du jet d'air qui en sort pour rejoindre le commandant du vaisseau qui parvient à récupérer Watney de justesse.
Sur Terre, quelques mois plus tard, Watney commence sa première journée de formation auprès de futurs candidats astronautes ; il explique que lorsqu'un astronaute se trouve face à un défi qui met sa vie en péril, il doit résoudre un problème l'un après l'autre, tout en faisant preuve de créativité. Le film se termine par le lancement de la mission Ares V, avec Martinez comme commandant. Les autres membres de la mission précédente, nostalgiques, regardent à l'écran l'envol de la fusée.

## Fiche technique
Sauf indication contraire, les informations mentionnées dans cette section peuvent être confirmées par la base de données cinématographiques IMDb,  présente dans la section « Liens externes ».
- Titre original : The Martian (litt. « Le Martien »)
- Titre français et québécois : Seul sur Mars
- Réalisation : Ridley Scott
- Scénario : Drew Goddard, d'après le roman Seul sur Mars (The Martian) d'Andy Weir
- Musique : Harry Gregson-Williams
- Direction artistique : Mónika Esztán (nl) et Matt Wynne
- Décors : Arthur Max
- Costumes : Janty Yates
- Photographie : Dariusz Wolski
- Son : Mac Ruth (en)
- Montage : Pietro Scalia
- Production : Mark Huffam (en), Simon Kinberg, Michael Schaefer (en), Ridley Scott et Aditya Sood
- Sociétés de production : Kinberg Genre, Scott Free Productions, International Traders, Mid Atlantic Films, TSG Entertainment et [[20th Century Fox|20th Century Fox]] (coproductions)
- Sociétés de distribution : [[20th Century Fox|20th Century Fox]] (États-Unis), 20th Century Fox France (France)
- Budget : 108 millions de dollars[3]
- Pays de production :  États-Unis[4]
- Langue originale : anglais
- Format : couleur - 2,39:1 - son 7.1 Dolby Atmos
- Genre : science-fiction, aventures, drame
- Durée : 141 minutes ; 154 minutes (version longue)
- Dates de sortie[5] :
  - Canada : 11 septembre 2015 (festival de Toronto)
  - États-Unis : 2 octobre 2015
  - France : 21 octobre 2015
- Classification[6] :
  - États-Unis : PG-13
  - France : tous publics

## Distribution
- Matt Damon (VF : Damien Boisseau ; VQ : Gilbert Lachance) : Mark Watney, astronaute et botaniste d’Ares III
- Jessica Chastain (VF : Rafaèle Moutier ; VQ : Aline Pinsonneault) : capitaine Melissa Lewis, commandant d’Ares III
- Kristen Wiig (VF : Marie Diot ; VQ : Viviane Pacal) : Annie Montrose, directrice des relations publiques de la NASA
- Jeff Daniels (VF : Christian Gonon ; VQ : Sébastien Dhavernas) : Teddy Sanders, directeur de la NASA
- Sebastian Stan (VF : Franck Lorrain ; VQ : Nicholas Savard L'Herbier) : Dr Chris Beck, astronaute d’Ares III
- Kate Mara (VF : Julie Cavanna ; VQ : Claudia-Laurie Corbeil) : Beth Johanssen, astronaute d’Ares III
- Sean Bean (VF : Loïc Houdré ; VQ : Benoît Rousseau) : Mitch Henderson, directeur de vol (en) du vaisseau Hermes
- Michael Peña (VF : Emmanuel Garijo ; VQ : Gabriel Lessard) : major Rick Martinez, astronaute d’Ares III
- Aksel Hennie (VF : Yann Guillemot ; VQ : Pierre-Étienne Rouillard) : Alex Vogel, astronaute d’Ares III
- Chiwetel Ejiofor (VF : Frantz Confiac ; VQ : Marc-André Bélanger) : Vincent Kapoor, directeur du programme Ares
- Benedict Wong (VF : Christophe Lemoine ; VQ : François Godin) : Bruce Ng, directeur du JPL
- Donald Glover (VF : Diouc Koma ; VQ : Kevin Houle) : Rich Purnell, spécialiste en astrodynamique du JPL
- Chen Shu : Zhu Tao, adjointe scientifique au chef de l'Administration spatiale nationale chinoise
- Jonathan Aris (VF : Thierry D'Armor) : Brendan Hatch
- Nick Mohammed (VF : Christophe Peyroux) : Tim Grimes
- Mark O'Neal : Guidance
- Naomi Scott : Ryoko
- Mackenzie Davis (VF : Caroline Santini ; VQ : Kim Jalabert) : Mindy Park, technicienne satellite

AlloDoublage et Doublage Québec

Photos des acteurs principaux au Festival international du film de Toronto
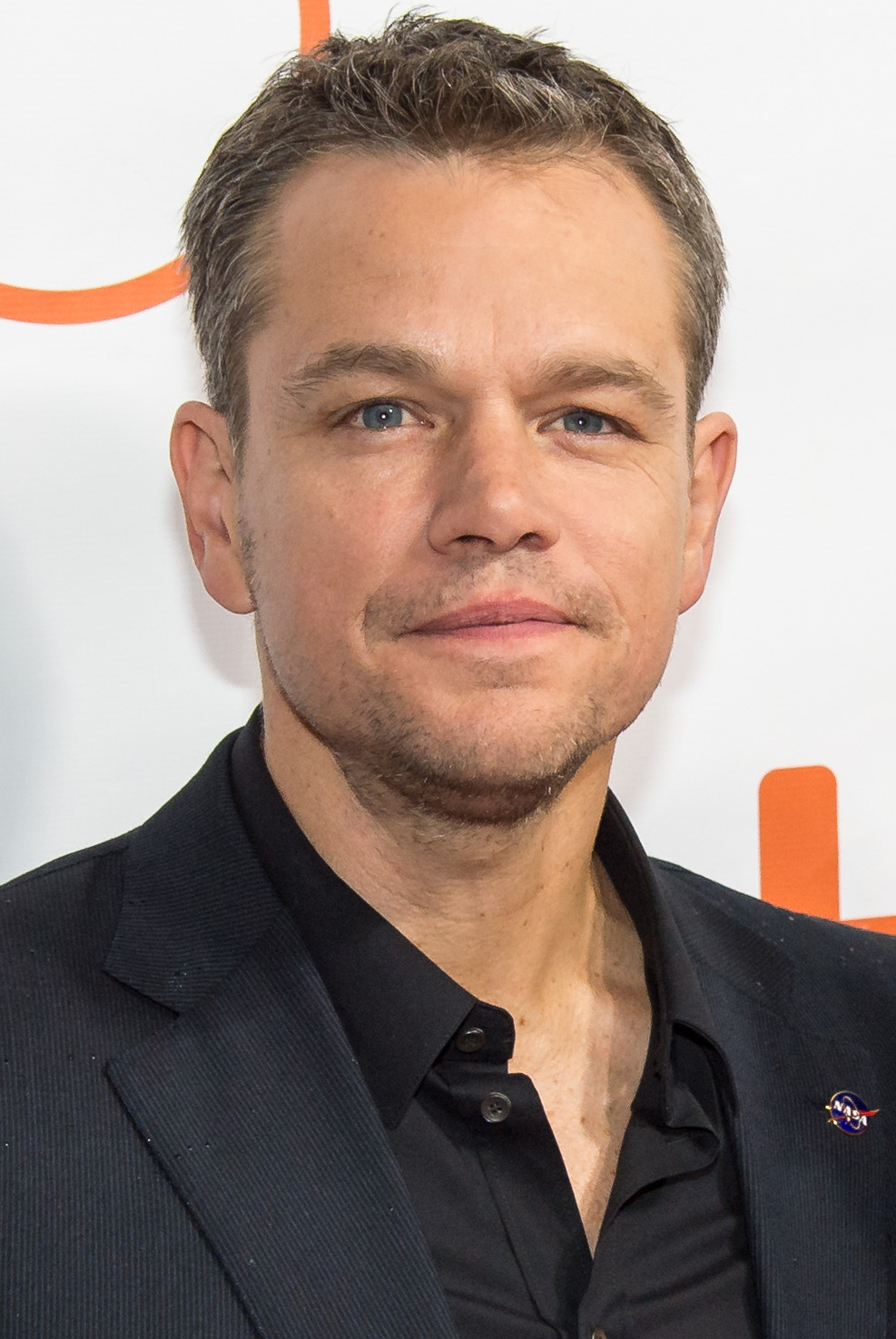
Matt Damon dans le rôle de Mark Watney.
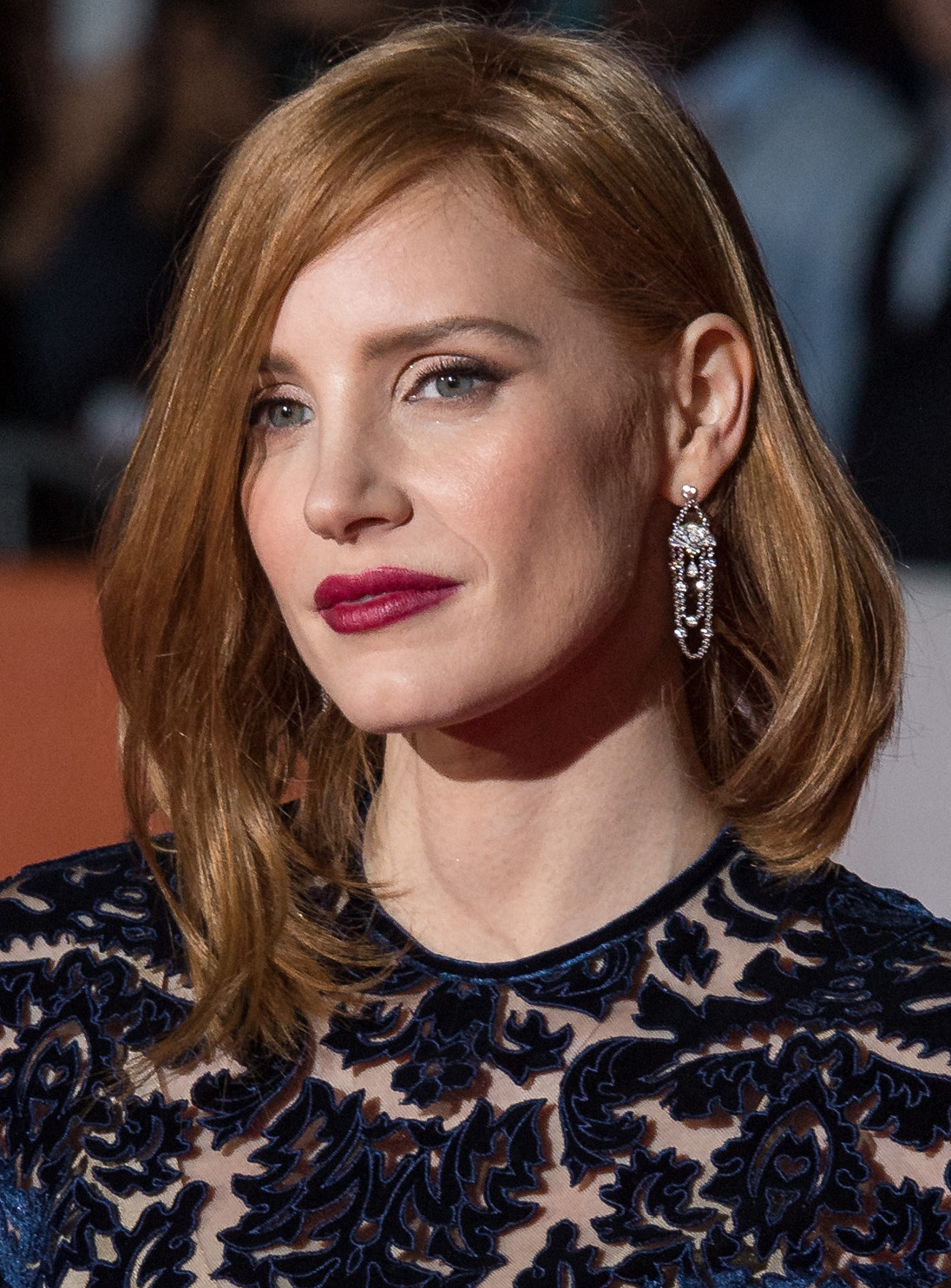
Jessica Chastain dans le rôle du capitaine Melissa Lewis.
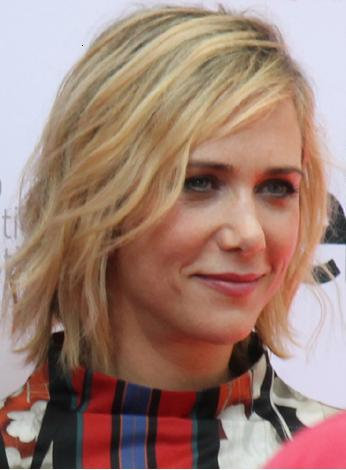
Kristen Wiig dans le rôle d'Annie Montrose.
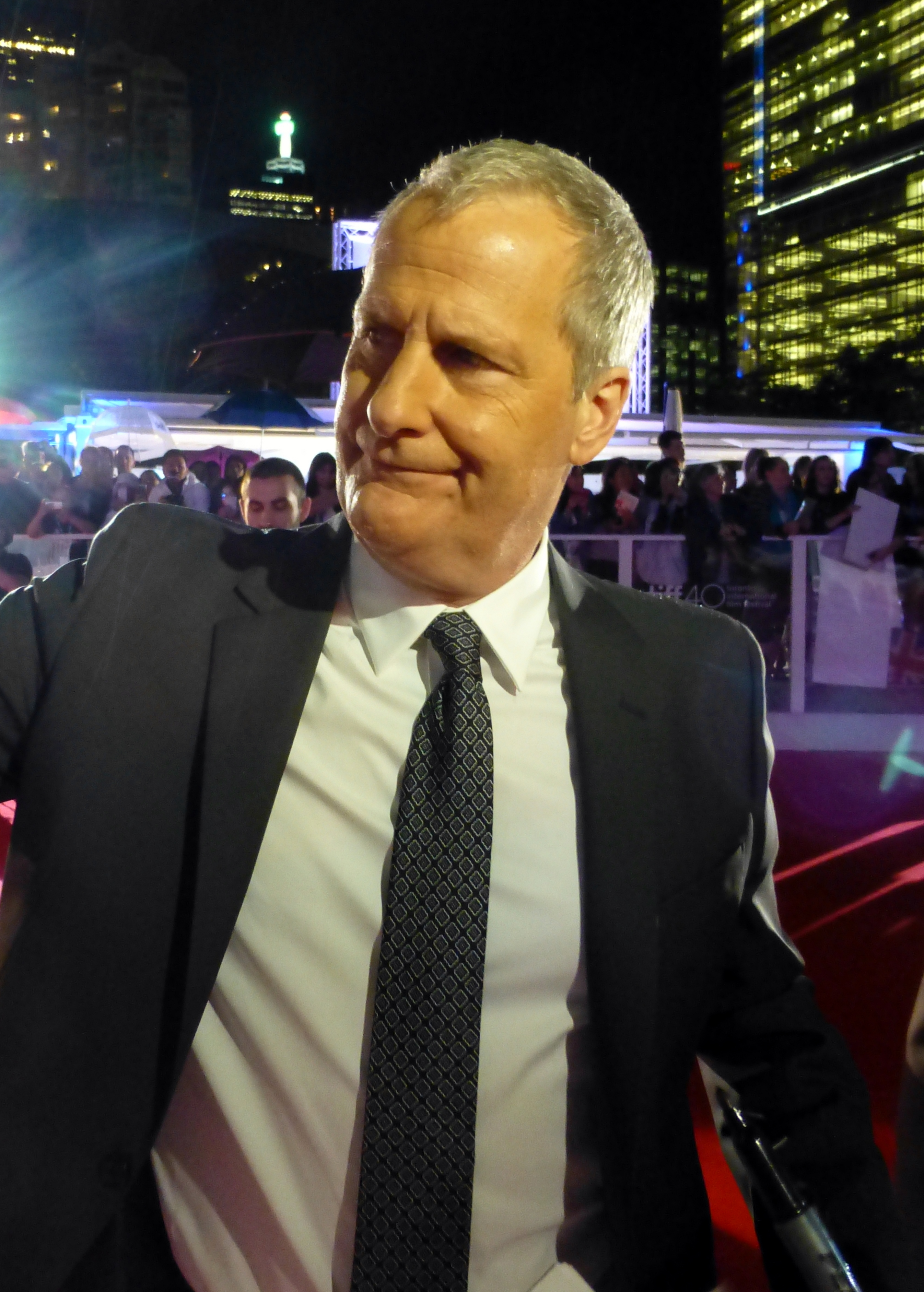
Jeff Daniels dans le rôle de Teddy Sanders.
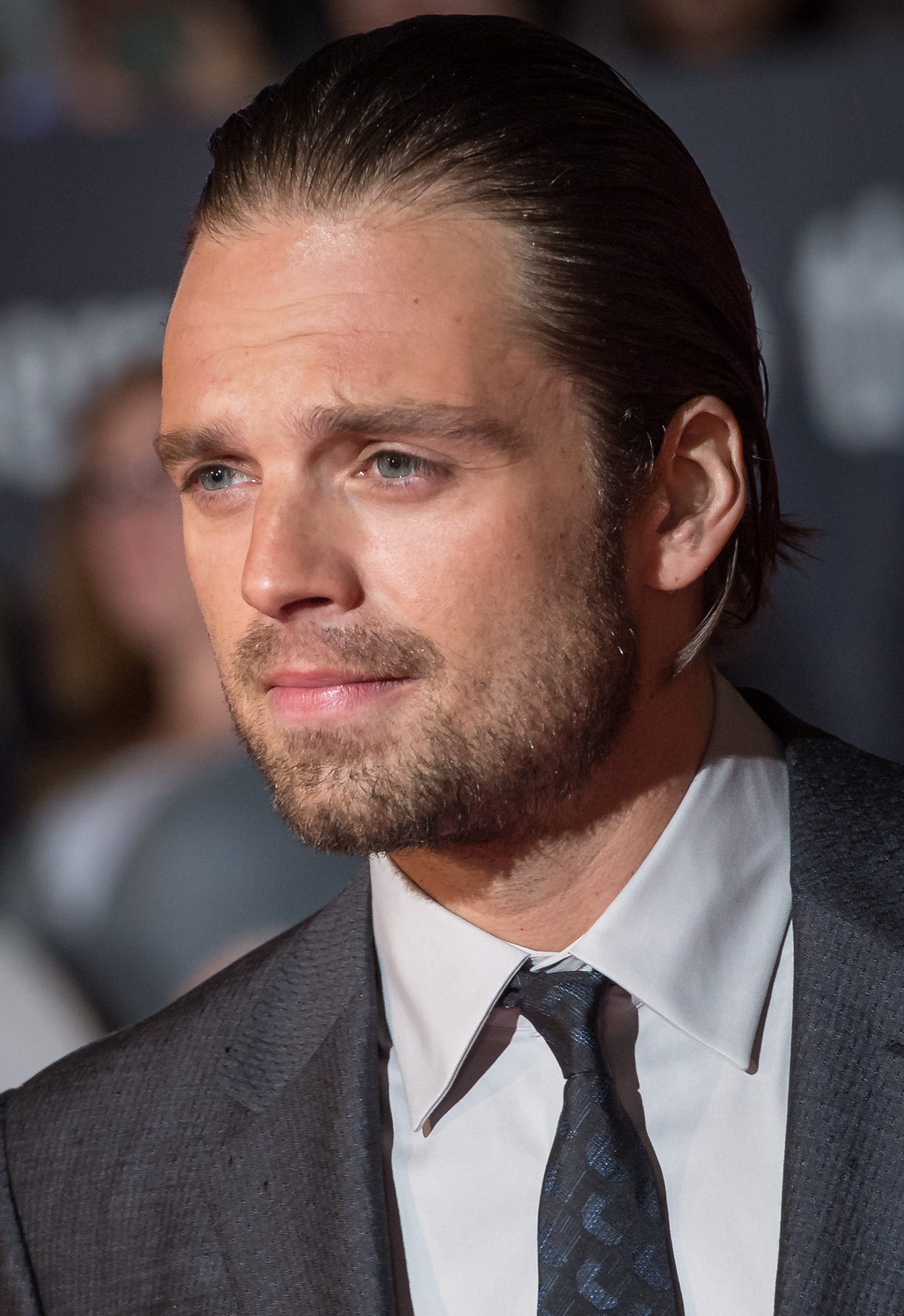
Sebastian Stan dans le rôle du Dr Chris Beck.
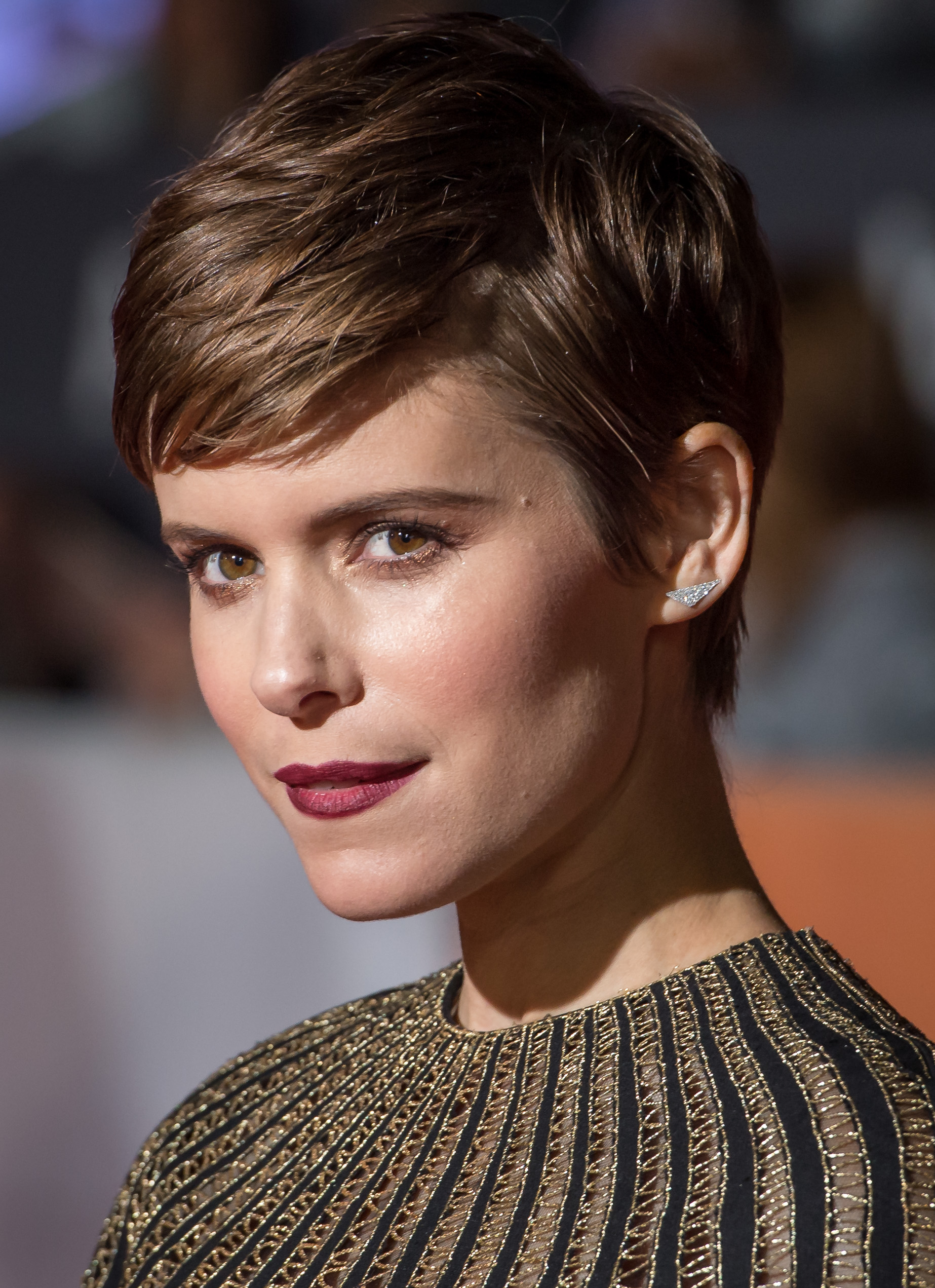
Kate Mara dans le rôle de Beth Johanssen.
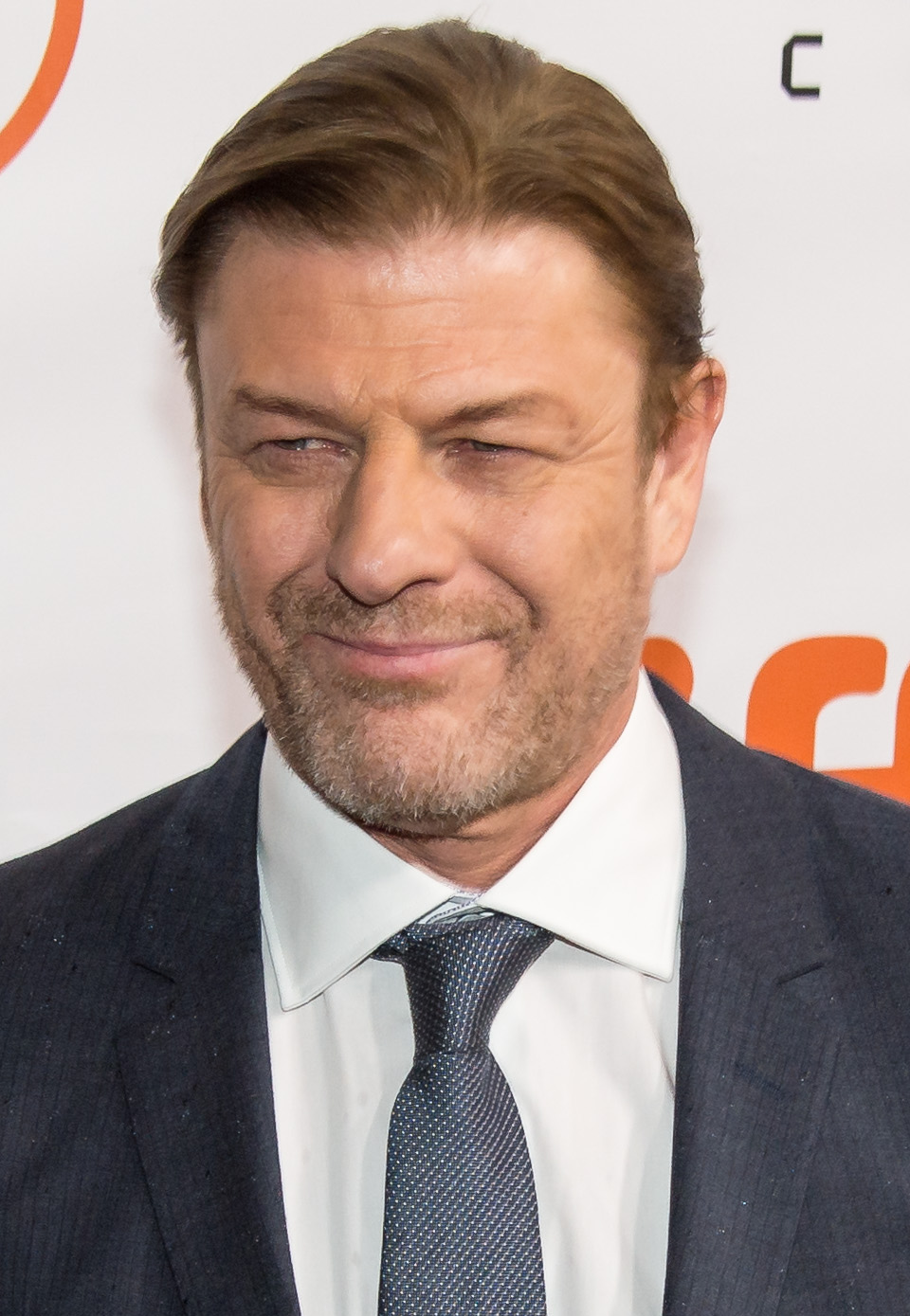
Sean Bean dans le rôle de Mitch Henderson.
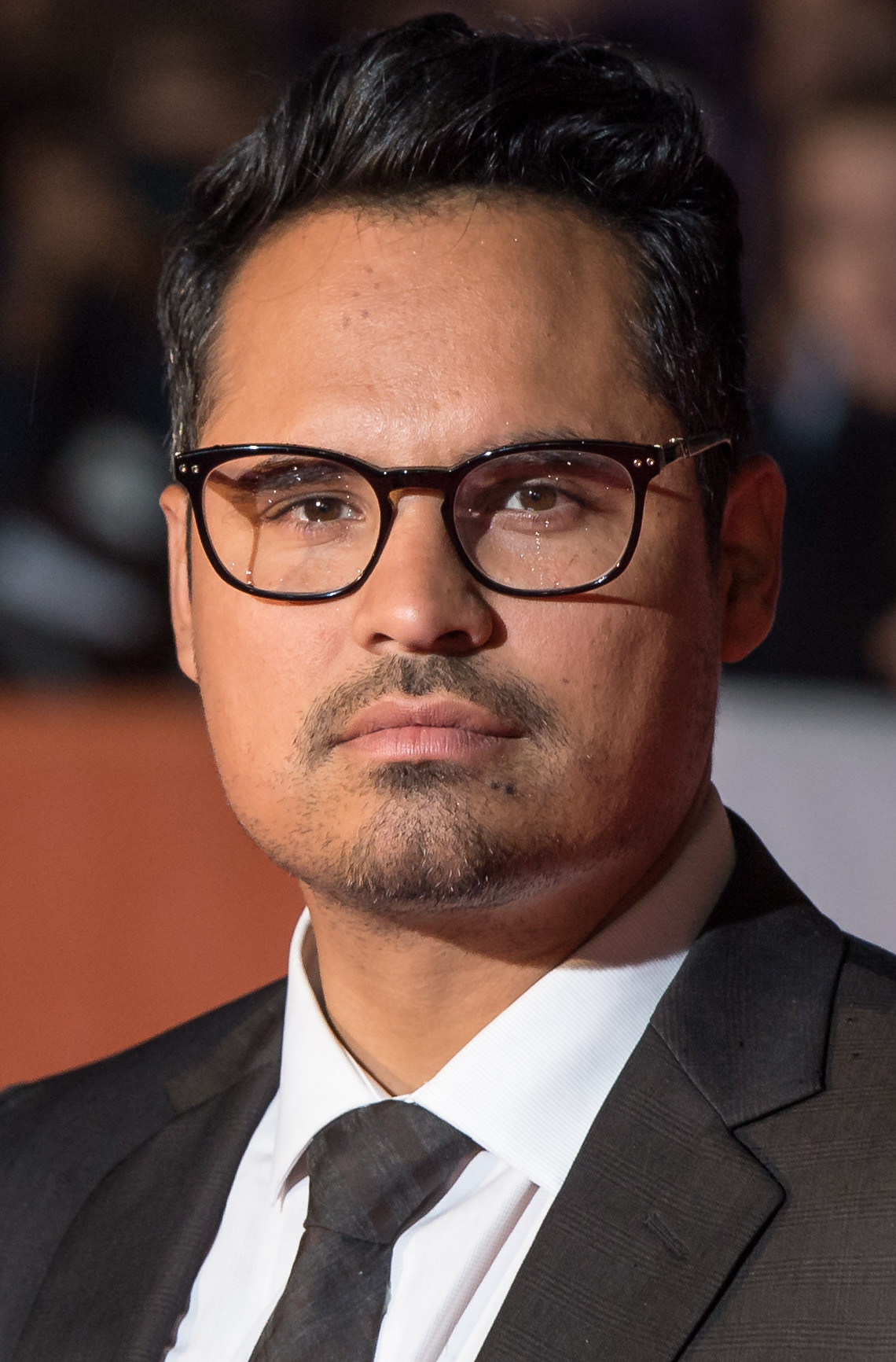
Michael Peña dans le rôle du major Rick Martinez.
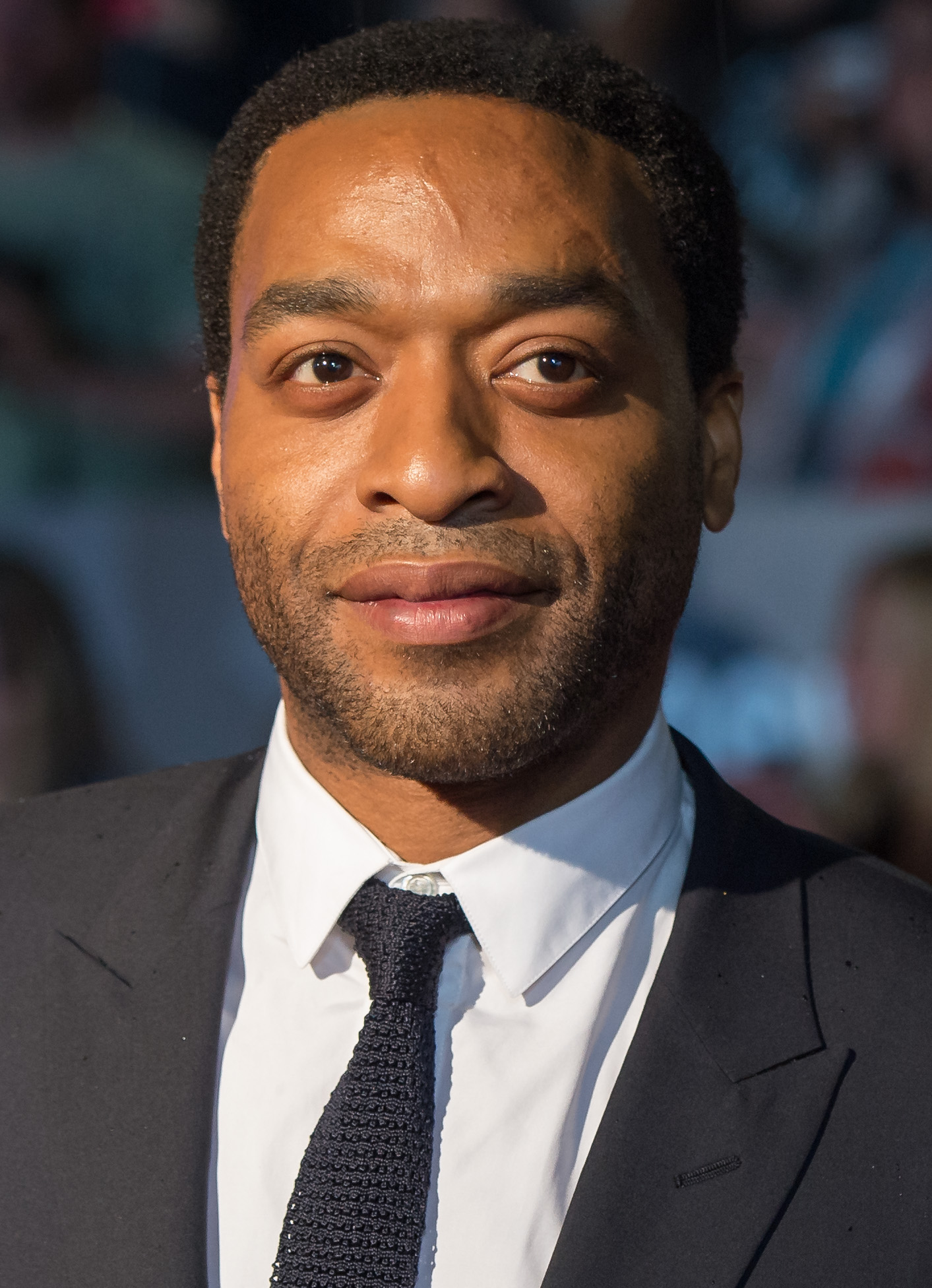
Chiwetel Ejiofor dans le rôle de Vincent Kapoor.
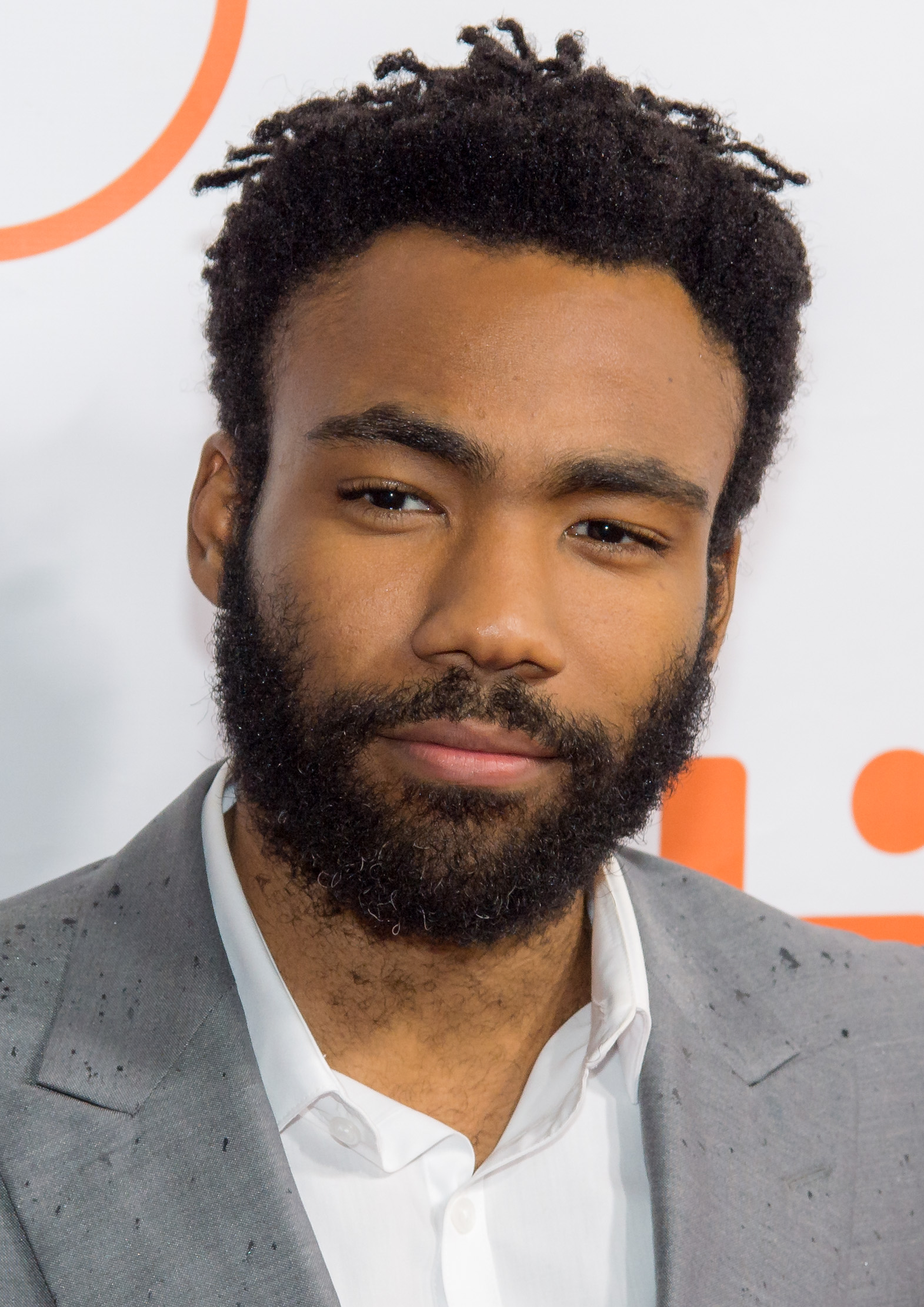
Donald Glover dans le rôle de Rich Purnell.

## Production

### Genèse et développement
Le film est l'adaptation cinématographique de Seul sur Mars, premier roman d'Andy Weir, publié sous forme de livre électronique en 2011.
Drew Goddard est rapidement engagé pour écrire et réaliser le film. Cependant, en mars 2014, Ridley Scott entre en négociations pour le poste de réalisateur, malgré ses projets de suites à Blade Runner et Prometheus.

### Attribution des rôles
Matt Damon a tout de suite adoré le concept du film, et accepté d’interpréter le personnage de Mark Watney, deux jours après avoir reçu le scénario.
Pour le rôle féminin principal, Ridley Scott hésitait entre Jessica Chastain, Kristen Wiig et Kate Mara. Si la première l'a obtenu, les deux autres interprètent finalement deux autres personnages. Pour préparer le film, Jessica Chastain a pu rencontrer l'astronaute et chimiste Tracy Caldwell. Ce film marque les retrouvailles entre Matt Damon et Jessica Chastain dans la science-fiction un an après Interstellar (même s'ils n'avaient pas de scènes communes).

### Tournage

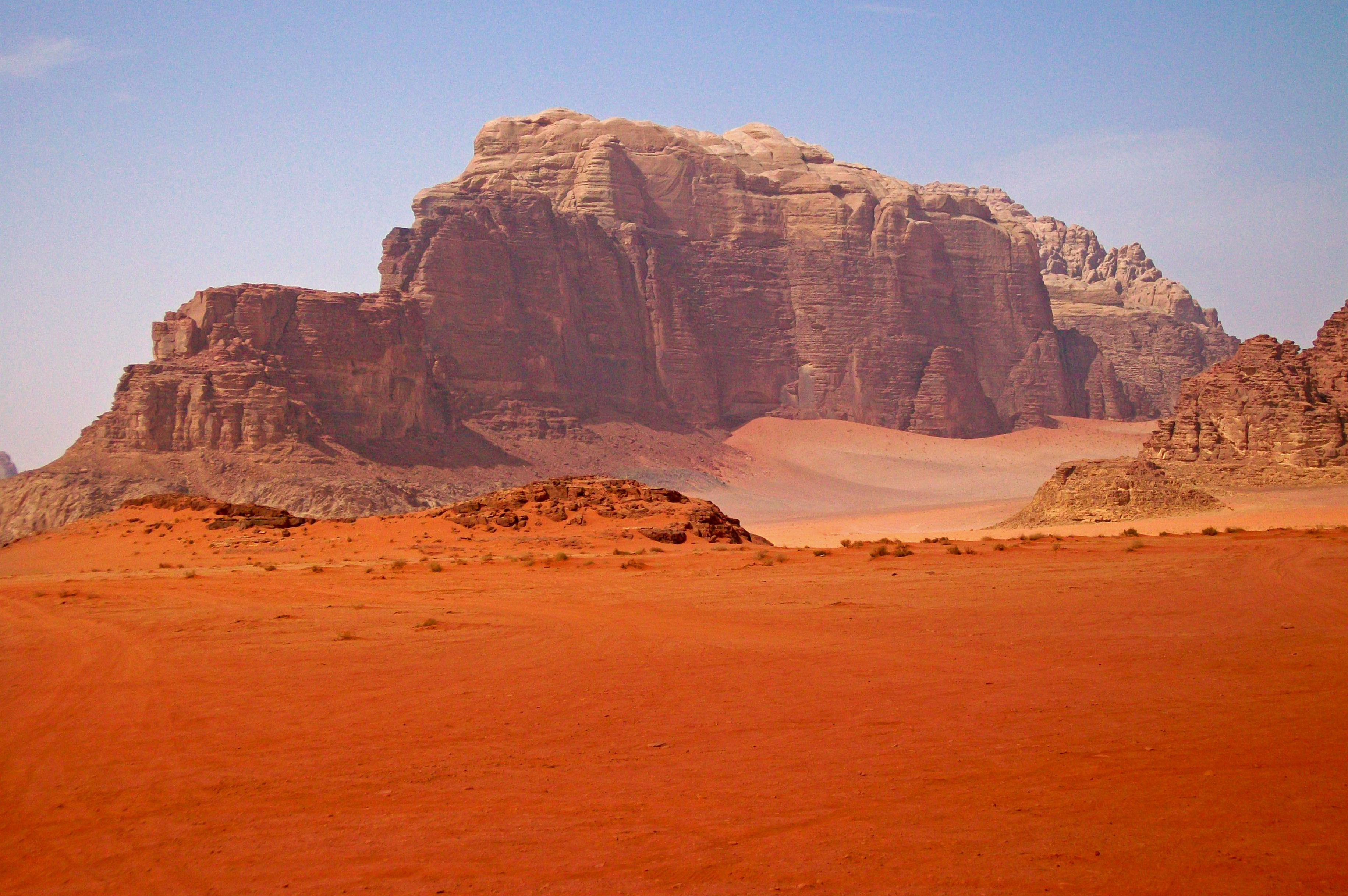
Wadi Rum en Jordanie.

Le tournage a lieu du 10 mars au 13 août 2014, en Jordanie (notamment à Wadi Rum), en Hongrie (studios Korda à Etyek, aéroport de Budapest-Mátyásföld, Budapest) ainsi qu'au Centre spatial Lyndon B. Johnson à Houston.
De nombreux décors ont été construits sur les plateaux de Korda en Hongrie, les plus grands studios d'Europe. Certains bâtiments de Budapest, comme la Bálna (« Baleine »), ont par ailleurs servi à représenter certains immeubles de la NASA. Pour les extérieurs de Mars, les déserts de Jordanie ont été utilisés.
De nombreuses caméras d'action ont été utilisées.

### Musique

#### Original score
Albums de Harry Gregson-Williams
Hacker
(2015) Miss You Already
(2015)
La musique originale du film est composée par Harry Gregson-Williams. Ce film marque sa seconde collaboration avec Ridley Scott, après Kingdom of Heaven (2005).
| Liste des titres | Liste des titres             | Liste des titres | Liste des titres | Liste des titres | Liste des titres | Liste des titres | Liste des titres | Liste des titres | Liste des titres |
| No               | Titre                        | Durée            |                  |                  |                  |                  |                  |                  |                  |
| ---------------- | ---------------------------- | ---------------- | ---------------- | ---------------- | ---------------- | ---------------- | ---------------- | ---------------- | ---------------- |
| 1.               | Mars                         | 3:36             |                  |                  |                  |                  |                  |                  |                  |
| 2.               | Emergency Launch             | 3:09             |                  |                  |                  |                  |                  |                  |                  |
| 3.               | Making Water                 | 2:38             |                  |                  |                  |                  |                  |                  |                  |
| 4.               | Spotting Movement            | 1:49             |                  |                  |                  |                  |                  |                  |                  |
| 5.               | Science the S*** Out of This | 2:16             |                  |                  |                  |                  |                  |                  |                  |
| 6.               | Messages from Hermes         | 3:31             |                  |                  |                  |                  |                  |                  |                  |
| 7.               | Sprouting Potatoes           | 1:39             |                  |                  |                  |                  |                  |                  |                  |
| 8.               | Watney's Alive!              | 2:46             |                  |                  |                  |                  |                  |                  |                  |
| 9.               | Pathfinder                   | 2:33             |                  |                  |                  |                  |                  |                  |                  |
| 10.              | Hexadecimals                 | 2:33             |                  |                  |                  |                  |                  |                  |                  |
| 11.              | Crossing Mars                | 3:36             |                  |                  |                  |                  |                  |                  |                  |
| 12.              | Reap & Sow                   | 2:21             |                  |                  |                  |                  |                  |                  |                  |
| 13.              | Crops Are Dead               | 3:26             |                  |                  |                  |                  |                  |                  |                  |
| 14.              | Work The Problem             | 1:58             |                  |                  |                  |                  |                  |                  |                  |
| 15.              | Leaving Mars                 | 5:11             |                  |                  |                  |                  |                  |                  |                  |
| 16.              | Build a Bomb                 | 5:06             |                  |                  |                  |                  |                  |                  |                  |
| 17.              | I Got Him!                   | 4:45             |                  |                  |                  |                  |                  |                  |                  |
| 52:53            |                              |                  |                  |                  |                  |                  |                  |                  |                  |

#### Songs from The Martian
Un autre album regroupant les chansons disco écoutées par le personnage de Mark Watney sur Mars. Une version deluxe d'une durée de plus de 85 minutes et combinant les deux disques est sortie le 6 novembre 2015.
| Liste des titres | Liste des titres                         | Liste des titres        | Liste des titres | Liste des titres | Liste des titres | Liste des titres | Liste des titres | Liste des titres | Liste des titres |
| No               | Titre                                    | Interprète(s)           | Durée            |                  |                  |                  |                  |                  |                  |
| ---------------- | ---------------------------------------- | ----------------------- | ---------------- | ---------------- | ---------------- | ---------------- | ---------------- | ---------------- | ---------------- |
| 1.               | Turn the Beat Around                     | Vicki Sue Robinson (en) | 3:24             |                  |                  |                  |                  |                  |                  |
| 2.               | Hot Stuff (version album)                | Donna Summer            | 5:12             |                  |                  |                  |                  |                  |                  |
| 3.               | Rock the Boat                            | The Hues Corporation    | 3:19             |                  |                  |                  |                  |                  |                  |
| 4.               | Don't Leave Me This Way (version single) | Thelma Houston          | 3:37             |                  |                  |                  |                  |                  |                  |
| 5.               | Starman                                  | David Bowie             | 4:14             |                  |                  |                  |                  |                  |                  |
| 6.               | Waterloo                                 | ABBA                    | 2:46             |                  |                  |                  |                  |                  |                  |
| 7.               | Love Train                               | The O'Jays              | 2:58             |                  |                  |                  |                  |                  |                  |
| 8.               | I Will Survive                           | Gloria Gaynor           | 3:17             |                  |                  |                  |                  |                  |                  |
| 9.               | The Martian Score Suite                  | Harry Gregson-Williams  | 4:19             |                  |                  |                  |                  |                  |                  |
| 33:06            |                                          |                         |                  |                  |                  |                  |                  |                  |                  |

## Sortie et accueil

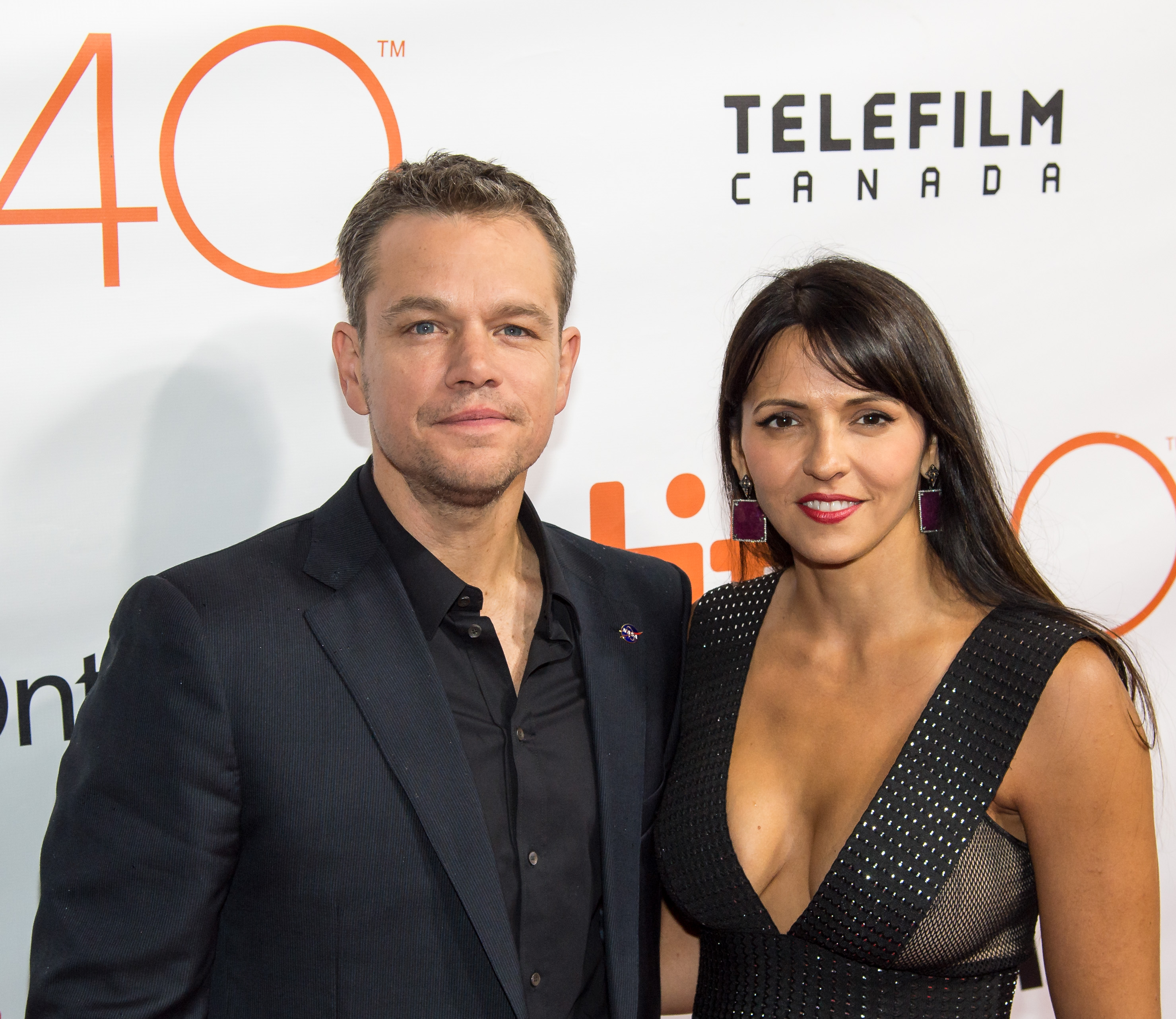
Matt Damon et son épouse Luciana Barroso lors de la présentation du film au festival international du film de Toronto 2015.

### Promotion
Le 5 décembre 2014, une page du scénario dédicacée par Ridley Scott est embarquée à bord du vaisseau spatial de la NASA Orion durant la mission Exploration Flight Test 1.

### Accueil critique
Lors de la première au Festival international du film de Toronto, Seul sur Mars est acclamé par la critique. Sur le site Rotten Tomatoes, le film obtient 91 % d'opinions favorables, pour 325 critiques et une moyenne de 7,8⁄10, tout en obtenant la certification « frais ». Ils saluent les effets visuels, la performance de Matt Damon, l'exactitude scientifique et la sympathie du film. Le site Metacritic lui attribue un score de 80⁄100, pour 46 critiques et une mention « avis favorable dans l'ensemble ».
Le long métrage est globalement bien reçu en France, avec une moyenne de 3,5⁄5 sur le site Allociné, déterminée à partir de l'interprétation de 38 critiques de presse.

### Box-office
Le film a rencontré un énorme succès commercial, rapportant 630 062 825 de dollars de recettes mondiales, dont 228 433 663 de dollars rien qu'aux États-Unis et au Canada. Il prend la première place sur le territoire américain durant deux semaines avec 108 715 595 de dollars, avant d'être délogé par Chair de poule en troisième semaine, mais reprend la première place en quatrième et cinquième semaine, en ayant cumulé 187 767 346 de dollars. Selon Hollywood Reporter, Seul sur Mars est le film le plus rentable dans le monde nommé aux Oscars en 2016, avec un profit entre 80 et 100 millions de dollars, par rapport au budget de production. À l'international, il engrange ses meilleures recettes en Chine, où il totalise 94 932 731 de dollars.
| Pays ou région    | Box-office         | Date d'arrêt du box-office | Nombre de semaines |
| ----------------- | ------------------ | -------------------------- | ------------------ |
| États-Unis Canada | 228 433 663 $      | 17 mars 2016               | 24                 |
| France            | 2 511 458 entrées, | 13 janvier 2016            | 12                 |
| Total mondial     | 630 161 890 $      | 12 avril 2016              | -                  |

## Distinctions

### Récompenses
- Festival du film de Hollywood 2015 : Hollywood Producer Award pour Ridley Scott
- National Board of Review Awards 2015 :
  - Meilleur réalisateur
  - Meilleur acteur pour Matt Damon
  - Meilleur scénario adapté pour Drew Goddard
- Golden Globes 2016 :
  - Meilleur film musical ou de comédie
  - Meilleur acteur dans un film musical ou une comédie pour Matt Damon
- Saturn Awards 2016 : meilleure réalisation

### Nominations
- Golden Globes 2016 : meilleur réalisateur pour Ridley Scott
- Oscars 2016 :
  - Meilleur film
  - Meilleur acteur pour Matt Damon
  - Meilleur scénario adapté pour Drew Goddard
  - Meilleur montage de son
  - Meilleur mixage de son
  - Meilleurs décors
  - Meilleurs effets visuels
- Teen Choice Awards 2016 : meilleur film dramatique

## Commentaires

### Réalisme du film

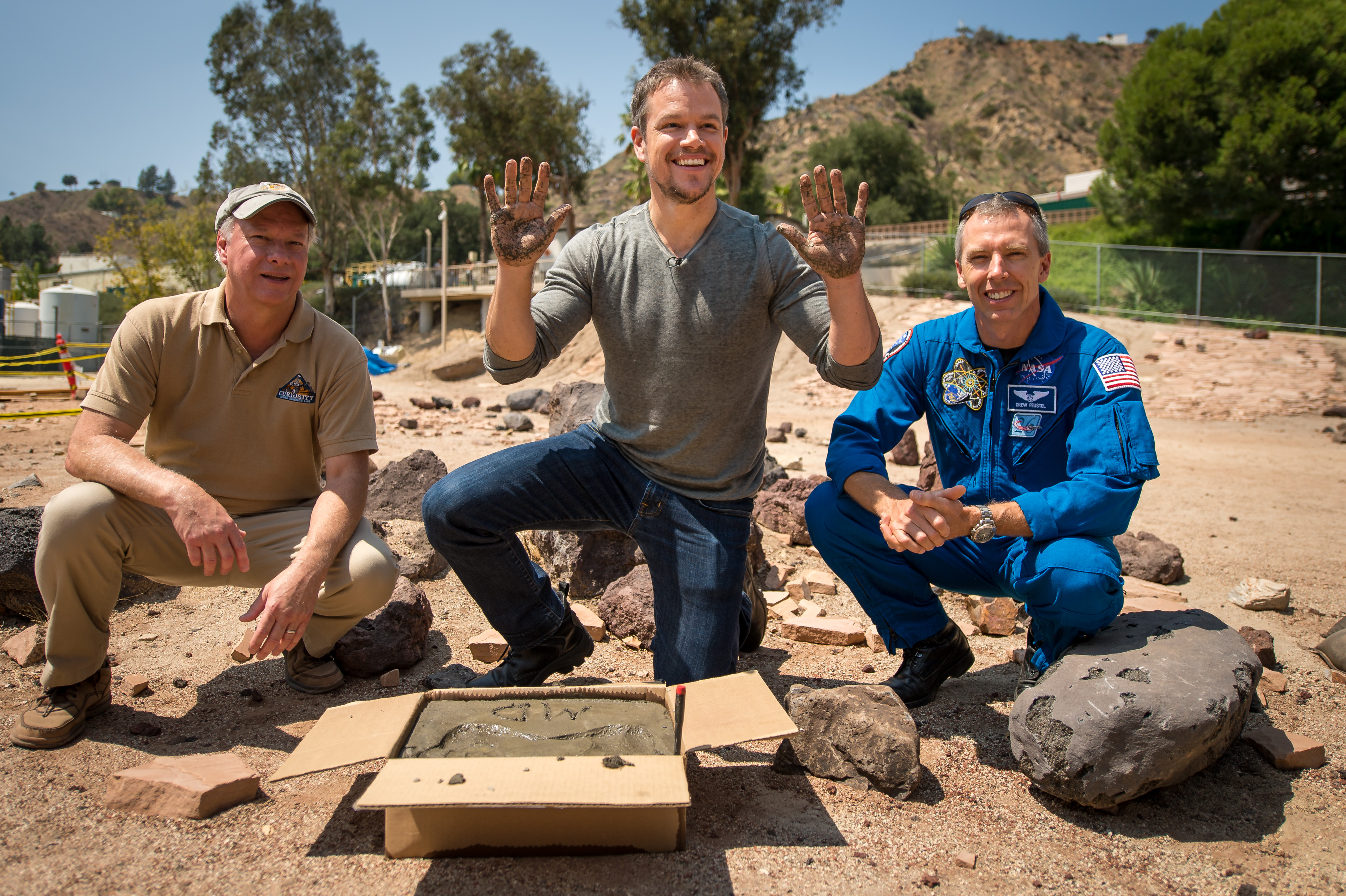
Matt Damon au Jet Propulsion Laboratory, entouré de Jim Erickson (gauche) et d'Andrew J. Feustel (droite).

Le film est fidèle au livre Seul sur Mars dont le scénario est tiré. Or cet ouvrage décrit une mission habitée vers Mars, en utilisant dans ses grandes lignes l'architecture proposée par la NASA (l'agence spatiale américaine) pour une telle mission.
Seuls quelques points du film s'éloignent fortement de ce que pourrait être une mission réelle :
- Dès le début du film, l'équipe d'astronautes se voit forcée de quitter à la hâte la planète Mars. Le cas échéant, le VAM (Véhicule Ascensionnel Martien) risquerait de basculer à cause des rafales de vent, mettant ainsi en péril leur retour sur Terre. Il nous est donc suggéré que les tempêtes martiennes seraient suffisamment puissantes pour que le VAM tombe sous la force du vent. Or, il s'avère que l'origine même du problème (et par extension du scénario) repose sur cette hypothèse. En effectuant un rapport des forces exercées par la gravitation et le vent sur le VAM, on peut obtenir la valeur effective qui permettrait réellement d'obtenir un basculement de celui-ci: >630 km/h. Cependant, la vitesse maximale mesurée n'est que d'environ 110 km/h. Cette vitesse insuffisante alliée aux effets moindres des vents martiens (par rapport aux vents terrestre) rend irréaliste l'issue proposée dans le film. Cette exagération est donc nécessaire au bon déroulement de l'histoire et à son effet dramatique[26]. On peut d'ailleurs faire l'analogie de ce véhicule avec le LEM (Lunar Excursion Module) des missions Apollo ayant une fonction semblable (ramener les astronautes en orbite vers le module de commande/la station spatiale).
- La blessure infligée initialement à Watney par l'antenne propulsée par la tempête n'aurait pas pu se produire, car les vents violents de Mars concernent une atmosphère près de deux cents fois moins dense que celle de la Terre. En conséquence, la force exercée par celle-ci est fortement réduite. Cet accroc au réalisme a été volontairement introduit par Andy Weir, l'auteur du livre, afin d'ajouter à la tension dramatique et de créer un prétexte à l'intrigue.
- Une autre incongruité, cette fois propre au film, concerne le volume des habitats dans l'espace et sur le sol martien : le coût d'une mission vers Mars est tellement important que les volumes devront être réduits au strict minimum. Les projets réalistes prévoient généralement[réf. nécessaire] un volume habitable de vingt à trente mètres cubes par personne soit, pour un équipage de six personnes, l'équivalent au maximum d'un logement de cent mètres carrés, qui seraient par ailleurs passablement encombrés à l'image de l'intérieur des stations spatiales.
- De même, un passage irréaliste est celui où Watney colmate l'ouverture de l'habitat à l'aide d'une bâche de plastique transparent renforcé de ruban autocollant, puis remet la pressurisation : en fait, un tel dispositif ne pourrait en aucune façon supporter la pression interne de l'habitat, égale au minimum au cinquième de la pression atmosphérique sur Terre si l'habitat est pressurisé en oxygène pur, soit environ deux tonnes par mètre carré. La bâche présentant une surface d'environ trois mètres carrés (ouverture circulaire d'environ deux mètres de diamètre), cela amènerait une traction d'environ six tonnes sur le pourtour de la bâche, parfaitement incompatible avec ce type de matériau.
- Les chutes d'objets à la surface de Mars se font à une vitesse conforme à celle observable sur Terre ; or, la pesanteur étant environ trois fois plus faible sur Mars que sur Terre, toutes choses égales par ailleurs, la vitesse de chute des objets devrait y être trois fois plus lente, et se rapprocher de celle observée sur la Lune (pesanteur environ six fois moindre que sur Terre) lors des missions Apollo. Cependant, cela aurait imposé de tourner toutes les scènes du film se déroulant à la surface de Mars en ralenti trois fois pour obtenir le réalisme sur cet aspect.
- Les astronautes sortent à l'extérieur du vaisseau Hermes sans être assurés. Dans la réalité, ils devraient au contraire en permanence être accrochés par plusieurs câbles de sécurité afin d'éviter de dériver dans l'espace.

Sous tous les autres aspects, le film reflète le réalisme du livre :
- Les déplacements relatifs de Mars et de la Terre ne permettent de lancer un engin spatial vers la planète rouge que tous les vingt-six mois. Par ailleurs, le développement d'une mission habitée a un coût très élevé et nécessite de commencer les fabrications des différents éléments une dizaine d'années avant le lancement. Dans le scénario du film, la mission martienne suivante est programmée cinquante-deux mois après le lancement de celle de Watney, et de manière parfaitement réaliste, il n'est pas possible d'avancer cette échéance pour en faire une mission de secours.
- Pour quitter le sol martien, les astronautes n'utilisent pas une fusée qui les ramène directement vers la Terre. Une fusée qui permettrait une telle performance serait beaucoup trop lourde et ne pourrait pas atterrir sur le sol martien. Les astronautes utilisent donc une fusée aux capacités limitées qui se contente d'atteindre l'orbite martienne, à la façon du LEM d'Apollo 11. Ils embarquent ensuite dans le vaisseau interplanétaire (Hermes en l'occurrence) pour revenir sur Terre.
- L'astromobile pressurisée utilisée par Watney fonctionne grâce à l'énergie solaire, car c'est la source d'énergie la plus accessible. Mais compte tenu de la masse du véhicule et de la nécessité de maintenir un environnement habitable, l'engin consomme beaucoup d'énergie et ne dispose que d'une faible autonomie, ce qui impose à Watney de s'arrêter en milieu de journée lorsque le Soleil donne son maximum et de déployer une grande superficie de panneaux solaires pour recharger.
- Les projets de mission des agences spatiales prévoient généralement une phase de pré-déploiement des équipements utilisés par une mission martienne : l'habitat et la fusée de retour sont lancés vingt-six mois avant l'équipage, pour s'assurer qu'ils parviennent sur le sol martien et y sont parfaitement opérationnels, ce qui permet d'annuler la mission en cas de détection d'une défaillance. Ce pré-positionnement explique l'existence de la fusée d’Ares IV que Watney rejoint pour quitter le sol martien.
- Les vaisseaux spatiaux modifient leur trajectoire, accélèrent et ralentissent en expulsant de la masse via leurs moteurs. Les modifications de vitesse sont tellement grandes que toutes les manœuvres importantes se traduisent par une expulsion d'une proportion élevée de la masse du vaisseau. Les marges de carburant sont calculées au plus juste. Dans le cas du vaisseau Hermes, celui-ci ne peut que survoler Mars et non se placer en orbite autour de la planète (ce qui complique la récupération de Watney). En effet, la manœuvre consistant à se placer en orbite puis à la quitter exigerait que plus de 50 % de la masse d'Hermes soit constituée de carburant.